# Паисий II Константинополски
Паисий II (на гръцки: Παΐσιος Β΄ Κιουμουρτζόγλου) е православен духовник и вселенски патриарх на четири пъти в годините от 1725 до 1752 година. Паисий II е начело на Вселенската патриаршия през половината от първата половина на XVIII век, макар и с прекъсвания. Той е един от малкото вселенски патриарси успели да се закрепят на патриаршеския трон, при това в бурно, размирно и разделно за Османската империя време. 

## Биография
По произход е кападокиец, вероятно произлиза из средите на кападокийските гърци. Неговото фамилно име Кунмуржиоглу е разпространено сред кападокийските гърци и в частност сред караманлиите. Предположително през 1716 г. е избран за Никомидийски митрополит.
В края на т.нар. епоха на лалетата, на 20 ноември 1726 г. новоизбраният патриарх Калиник III Константинополски, който трябвало да бъде интронизиран този ден, умира от инфаркт. Същият ден никомидийският митрополит Паисий е избран за патриарх на Константинопол от група митрополити, които преди това са избрали Калиник III, за да попречат на връщането на Йеремия III Константинополски на престола. 
През 1731 г., след въстанието на Патрона Халил, бившият патриарх Йеремия III неуспешно се опитва да свали Паисий II от престола. Година по-късно, през септември 1732 г., последва втори опит за свалянето му, който се увенчава с успех – Йеремия III отново става вселенски патриарх.
През август 1740 г., след края на Руско-турската война (1735 – 1739), патриарх Неофит VI Константинополски е свален от престола, а Паисий II е избран за патриарх за втори път с подкрепата на османския велик везир Нишанджи Ахмед паша. Обаче през май 1743 г. Паисий II е детрониран от османските власти поради финансови разногласия, като Неофит VI се връща като вселенски патриарх.
За трети път Паисий се възкачва на патриаршеския престол през март 1744 г. след свалянето на Неофит VI, което самият той инициира. Малко след това Никомидийският митрополит Кирил V започва да пише жалби до Високата порта срещу Паисий II. Оплакванията са свързани главно с финансовата политика на патриарха: финансова задлъжнялост на патриаршията; увеличени налози за църкви и миряни, което предизвиквало недоволство. Тези действия довеждат до поредното сваляне на Паисий от патриаршеския престол на 28 септември 1748 г. 
През май 1751 г., след свалянето на патриарх Кирил V, той е избран за вселенски патриарх за четвърти и последен път. Веднага след свалянето на Кирил V започват вълнения, които завършват с нападение над патриаршията и отвличане на самия патриарх Паисий II. На 7 септември 1752 г. патриарх Паисий II отново е свален, а Кирил V пак за трети път заема патриаршеския престол от него. След окончателното си низвержение Паисий II се оттегля в манастира Камариотиса на остров Халки, където умира на 11 декември 1756 г. и е погребан. 